# Tripsis
Tripsis is het zesde album van Alchemist, uitgebracht in 2007. In Australië kwam het uit op Chatterbox, in Europa en de Verenigde Staten op Relapse.

## Track listing
1. "Wrapped in Guilt" − 4:34
2. "Tongues and Knives" − 5:15
3. "Nothing in No Time" − 5:50
4. "Anticipation of a High" − 4:34
5. "Grasp at Air" − 4:36
6. "CommunicHate" − 4:26
7. "Substance for Shadow" − 4:50
8. "God Shaped Hole" − 5:05
9. "Degenerative Breeding" − 3:47

## Band
- Adam Agius - Zanger / Gitarist / Toetsenist
- Roy Torkington - Gitarist
- John Bray - Bassist
- Rodney Holder - Drummer